# Vlastimil Uchytil
Vlastimil Uchytil, född 22 november 1961, är en tidigare tjeckoslovakisk orienterare. Han tog silver i stafett vid VM 1983.